# Karl August Andersson-Meijerhelm
Karl August Andersson-Meijerhelm, född 20 juli 1844 på Siggebohyttan, Lindes landsförsamling, död 23 november 1912 i Paris, var en svensk sekreterare, författare och tecknare.
Han var från 1870 gift med föreståndaren Ulrika Natalia Teresia von Meijerhelm. Han var under flera år anlitad som sekreterare i Evangeliska alliansens Svenska avdelning och verkade som missionär i flera europeiska länder. Han utgav 1888 krönikan Flydda dagar som var en betraktelse över Siggebohyttans bergsmansgård och folk genom tiderna. Boken är rikligt illustrerad med hans egenhändigt utförda teckningar som har ett stort kulturhistoriskt värde samt porträtt av personerna runt gården.